# Leonard Wilcox

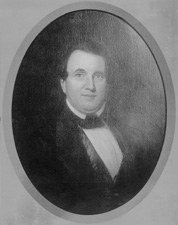
Leonard Wilcox

Leonard Wilcox (* 29. Januar 1799 in Hanover, New Hampshire; † 18. Juni 1850 in Orford, New Hampshire) war ein US-amerikanischer Politiker (Demokratische Partei), der den Bundesstaat New Hampshire im US-Senat vertrat.
Leonard Wilcox, dessen Vater Jeduthun Wilcox von 1813 bis 1816 für New Hampshire im Repräsentantenhaus der Vereinigten Staaten saß, machte 1817 seinen Abschluss am Dartmouth College in seiner Heimatstadt Hanover. Er studierte in der Folge die Rechtswissenschaften, wurde 1820 in die Anwaltskammer aufgenommen und begann in Orford im Grafton County zu praktizieren. Von 1828 bis 1834 hatte Wilcox als Abgeordneter im Repräsentantenhaus von New Hampshire sein erstes politisches Mandat inne. Zwischen 1838 und 1840 war er Richter am Kammergericht (Superior Court) von New Hampshire; außerdem fungierte er von 1838 bis 1842 als Bankbeauftragter (Bank Commissioner) des Staates.
Als der spätere US-Präsident Franklin Pierce am 28. Februar 1842 sein Mandat im Senat der Vereinigten Staaten niederlegte, wurde Leonard Wilcox durch Gouverneur John Page zu dessen Nachfolger ernannt. Er verblieb nach seiner Bestätigung bei der folgenden Nachwahl vom 1. März 1842 bis zum 3. März 1843 in Washington, zur Wiederwahl trat er nicht an. Im Anschluss arbeitete er wieder als Anwalt. Von 1847 bis 1848 war er Richter am Court of Common Pleas von New Hampshire, ehe er an den Superior Court zurückkehrte, wo er bis zu seinem Tod im Jahr 1850 das Richteramt ausübte.